# Kuusiku (Saaremaa)
Koordinaten: 58° 18′ N, 22° 40′ O
Kuusiku ist ein Dorf (estnisch küla) auf der größten estnischen Insel Saaremaa. Es gehört zur Landgemeinde Saaremaa (bis 2017: Landgemeinde Pihtla) im Kreis Saare. Kuusiku ist nicht zu verwechseln mit Pidula-Kuusiku, das ebenfalls auf der Insel Saaremaa liegt und bis 2017 Kuusiku hieß.
Das Dorf hat 16 Einwohner (Stand 31. Dezember 2011).